# سیارک ۱۵۰۲۳
سیارک ۱۵۰۲۳ (به انگلیسی: 15023 Ketover، نامگذاری:1998SP156) پانزده هزار و بیست و سومین سیارک کشف شده‌است که در ۲۶ سپتامبر ۱۹۹۸ کشف شد.
قدر مطلق سیارک برابر ۱۱.۲ است.